# Jelonki (gromada w powiecie pasłęckim)
Jelonki – dawna gromada, czyli najmniejsza jednostka podziału terytorialnego Polskiej Rzeczypospolitej Ludowej w latach 1954–1972.
Gromady, z gromadzkimi radami narodowymi (GRN) jako organami władzy najniższego stopnia na wsi, funkcjonowały od reformy reorganizującej administrację wiejską przeprowadzonej jesienią 1954 do momentu ich zniesienia z dniem 1 stycznia 1973, tym samym wypierając organizację gminną w latach 1954–1972.
Gromadę Jelonki z siedzibą GRN w Jelonkach utworzono – jako jedną z 8759 gromad na obszarze Polski – w powiecie pasłęckim w woj. olsztyńskim na mocy uchwały nr 23 WRN w Olsztynie z dnia 4 października 1954. W skład jednostki weszły obszary dotychczasowych gromad Jelonki, Marwica, Stare Kusy i Nowe Kusy oraz miejscowość Topolno Wielkie z dotychczasowej gromady Topolno Małe ze zniesionej gminy Jelonki w tymże powiecie. Dla gromady ustalono 13 członków gromadzkiej rady narodowej.
1 stycznia 1958 do gromady Jelonki włączono wieś Śliwice, PGR Budki oraz osadę Liszki ze zniesionej gromady Śliwice w tymże powiecie.
31 grudnia 1960 do gromady Jelonki włączono wieś Krosno ze zniesionej gromady Drużno w tymże powiecie.
31 grudnia 1961 z gromady Jelonki wyłączono osadę Klępa, włączając ją do gromady Komorowo Żuławskie w powiecie elbląskim w woj. gdańskim; do gromady Jelonki włączono natomiast wsie Krasin i Kąty oraz pochylnie Oleśnica, Kąty i Buczyniec ze zniesionej gromady Nowa Wieś, a także wieś Zielony Grąd, PGR-y Kalsk i Owczarnia oraz przysiółek Łączna ze zniesionej gromady Aniołowo – w powiecie pasłęckim w woj. olsztyńskim.
1 stycznia 1972 do gromady Jelonki włączono tereny o powierzchni 580,32 ha z miasta Pasłęk w tymże powiecie.
Gromada przetrwała do końca 1972 roku, czyli do kolejnej reformy gminnej.